# A Sariña
A Sariña (llamada oficialmente San Vicente da Sariña) es una parroquia española del municipio de Chantada, en la provincia de Lugo, Galicia.

## Otras denominaciones
La parroquia también es conocida por los nombres de San Vicente de Soriña y San Vicente de Villaúxe.

## Organización territorial
La parroquia está formada por tres entidades de población:
- Pincelo
- Pousadoiro (O Pousadoiro)
- Soutariz

## Demografía
| Gráfica de evolución demográfica de A Sariña entre 2000 y 2019 |
|                                                                |
| Datos según el nomenclátor publicado por el INE.               |